# JOY 〜よろこびの国〜
「JOY 〜よろこびの国〜」（ジョイよろこびのくに）とは、1988年4月からNHKの『みんなのうた』で放送された曲。
作詞・歌：早見優、作曲：塩塚博。

## 解説
歌手：早見優の初の『みんなのうた』出演作。「よろこびの国」へ行こうとする少年少女の様子を歌った。作詞も早見自ら手掛け、歌詞の大半は英語が使われている、『みんなのうた』楽曲では異色の作品。映像は吉良敬三製作のアニメで、英語歌詞部分はアニメ映像に英語歌詞が表示され、歌詞テロップで和訳されている。
放送されて7ヶ月後の1988年12月-1989年1月に初再放送、そして11年3ヶ月後の2010年4月-5月にも再放送された。また2002年10月17日にポニーキャニオンから発売された『ぼくらの早見優CD-BOX』（絶版）、2022年10月12日にユニバーサルミュージックから発売された『Affection 〜YU HAYAMI 40th Anniversary Collection〜』にも収録されている。